# Campionato europeo maschile di pallavolo 1995
Il XIX campionato europeo maschile di pallavolo si svolse al Pireo (Neo Faliro - Stadio della pace e dell'amicizia) e Patrasso (Palasport Dimitrios Tofalos), in Grecia, dall'8 al 16 settembre 1995. Al torneo parteciparono 12 squadre nazionali europee e la vittoria finale andò per la terza volta all'Italia.

## Qualificazioni
Al campionato europeo partecipano la nazionale del paese ospitante, le prime 7 squadre classificate nel campionato del 1993 e 4 squadre provenienti dai gironi di qualificazione.

### Squadre già qualificate
- Grecia (Paese ospitante)
- Italia (1º posto nel campionato europeo 1993)
- Paesi Bassi (2º posto nel campionato europeo 1993)
- Russia (3º posto nel campionato europeo 1993)
- Germania (4º posto nel campionato europeo 1993)
- Bulgaria (5º posto nel campionato europeo 1993)
- Ucraina (6º posto nel campionato europeo 1993)
- Polonia (7º posto nel campionato europeo 1993)

### Gironi di qualificazione
| Girone A                  | Girone B                 | Girone C                          | Girone D                     |
| ------------------------- | ------------------------ | --------------------------------- | ---------------------------- |
| Rep. Ceca                 | Romania                  | Jugoslavia                        | Lettonia                     |
| Belgio Israele Slovacchia | Turchia Slovenia Francia | Spagna Svezia Danimarca Macedonia | Portogallo Croazia Finlandia |

## Squadre partecipanti
| - Bulgaria - Germania - Grecia - Italia - Jugoslavia - Lettonia | - Paesi Bassi - Polonia - Rep. Ceca - Romania - Russia - Ucraina |

## Gironi
| Gruppo A                                                | Gruppo B                                         |
| ------------------------------------------------------- | ------------------------------------------------ |
| Germania Grecia Jugoslavia Lettonia Paesi Bassi Ucraina | Bulgaria Italia Polonia Rep. Ceca Romania Russia |

## Fase finale

### Finali 5º e 7º posto - Neo Faliro
|  | Semifinali 5º/8º posto | Semifinali 5º/8º posto | Semifinali 5º/8º posto |         |        | Finale 5º/6º posto | Finale 5º/6º posto | Finale 5º/6º posto |  |
|  |                        |                        |                        |         |        |                    |                    |                    |  |
|  | Russia                 | Russia                 | 3                      |         |        |                    |                    |                    |  |
|  | Russia                 | Russia                 | 3                      |         |        |                    |                    |                    |  |
|  | Germania               | Germania               | 0                      |         |        |                    |                    |                    |  |
|  | Germania               | Germania               | 0                      |         | Russia | Russia             | 3                  |                    |  |
|  |                        |                        |                        |         | Russia | Russia             | 3                  |                    |  |
|  |                        |                        | Polonia                | Polonia | 0      |                    |                    |                    |  |
|  | Polonia                | Polonia                | Polonia                | Polonia | 0      | 3                  |                    |                    |  |
|  | Polonia                | Polonia                |                        |         |        | 3                  |                    |                    |  |
|  | Grecia                 | Grecia                 | 0                      |         |        | Finale 7º/8º posto | Finale 7º/8º posto | Finale 7º/8º posto |  |
|  | Grecia                 | Grecia                 | 0                      |         |        |                    |                    |                    |  |
|  |                        |                        |                        |         |        |                    |                    |                    |  |
|  |                        |                        |                        |         |        | Grecia             | Grecia             | 3                  |  |
|  |                        |                        |                        |         |        | Grecia             | Grecia             | 3                  |  |
|  |                        |                        |                        |         |        | Germania           | Germania           | 2                  |  |

### Finali 1º e 3º posto - Neo Faliro
|  | Semifinali  | Semifinali  | Semifinali  |             |        | Finale          | Finale          | Finale          |  |
|  |             |             |             |             |        |                 |                 |                 |  |
|  | Jugoslavia  | Jugoslavia  | 1           |             |        |                 |                 |                 |  |
|  | Jugoslavia  | Jugoslavia  | 1           |             |        |                 |                 |                 |  |
|  | Italia      | Italia      | 3           |             |        |                 |                 |                 |  |
|  | Italia      | Italia      | 3           |             | Italia | Italia          | 3               |                 |  |
|  |             |             |             |             | Italia | Italia          | 3               |                 |  |
|  |             |             | Paesi Bassi | Paesi Bassi | 2      |                 |                 |                 |  |
|  | Paesi Bassi | Paesi Bassi | Paesi Bassi | Paesi Bassi | 2      | 3               |                 |                 |  |
|  | Paesi Bassi | Paesi Bassi |             |             |        | 3               |                 |                 |  |
|  | Bulgaria    | Bulgaria    | 0           |             |        | Finale 3º posto | Finale 3º posto | Finale 3º posto |  |
|  | Bulgaria    | Bulgaria    | 0           |             |        |                 |                 |                 |  |
|  |             |             |             |             |        |                 |                 |                 |  |
|  |             |             |             |             |        | Jugoslavia      | Jugoslavia      | 3               |  |
|  |             |             |             |             |        | Jugoslavia      | Jugoslavia      | 3               |  |
|  |             |             |             |             |        | Bulgaria        | Bulgaria        | 0               |  |

## Classifica finale
| Classifica | Squadre     | Qualificazione                                 |
| ---------- | ----------- | ---------------------------------------------- |
| Oro        | Italia      | Coppa del Mondo 1995 - Campionato europeo 1997 |
| Argento    | Paesi Bassi | Coppa del Mondo 1995                           |
| Bronzo     | Jugoslavia  | Campionato europeo 1997                        |
| 4          | Bulgaria    | Campionato europeo 1997                        |
| 5          | Russia      |                                                |
| 6          | Polonia     |                                                |
| 7          | Grecia      |                                                |
| 8          | Germania    |                                                |
| 9          | Rep. Ceca   |                                                |
| 10         | Ucraina     |                                                |
| 11         | Lettonia    |                                                |
| 12         | Romania     |                                                |